# 熱血!新入社員宣言
熱血!新入社員宣言（ねっけつしんにゅうしゃいんせんげん）は、TBS系で1991年4月9日から6月25日まで放送されたテレビドラマ。

## 概要
全普通銀行中、売上高3位、店舗数4位の旧財閥系銀行が主な舞台。その銀行に入社した新入社員・羽生克己、神保哲郎、マイク・デボアが主人公。彼らは新人研修で、研修官・堤の容赦ない3ヵ月間に渡るスパルタ教育を受ける。そのようなことがあって、堤のいる広尾支店だけには配属されないように祈っていたがその甲斐無く、3人とも広尾支店へ。そこで案の定堤から様々な無理難題を課せられる。彼らがそんな難関を乗り越えながら、一人前の銀行マンになって行く過程を描く。
地方局で再放送されることがあるものの、出演者の肖像権の関係によりソフト化及びオンデマンド配信はされていない。

## キャスト
- 羽生克己〈24〉 : 植草克秀
取引先課所属。基本のんびりした性格だが、自分の意見を主張して堤と対立する。
- 蓮川弥生〈29〉 : 黒木瞳
融資課所属。独身で、若い行員にとっての良き相談相手。思いを寄せられている河合とはよくケンカしている。一方で堤に魅かれている。
- 神保哲郎〈22〉 : 東幹久
取引先課所属。独身寮で羽生と同室。父は大蔵省の局長。20代で為替ディーラーになりたい野心を持っている。
- 江尻慎太郎〈30〉 : 柳沢慎吾
得意先課所属。「今年中」に結婚したいと思っているが、ふられてばかり。その挙句に女性スキャンダルに巻き込まれてあわや左遷という窮地に陥る。
- 滝本千秋〈24〉 : 財前直見
取引先課所属。キャリアウーマンとして弥生を尊敬する。河合は亡き兄の親友という関係で昔から親しかったが、いつしか恋が芽生える。
- マイク・デボア〈24〉 : ジェームス・パックス
得意先課所属。中国系イギリス人。最初の配属先はシンガポール支店だったが、広尾支店に転属。合理主義だが義理人情の心も持っている。
- 河合雅人〈27〉 : 阿部寛
取引先課所属、エリート社員。女子行員からは憧れの的、新人行員にとって兄貴的存在。弥生にほのかに思いを寄せている。
- 橘小百合〈20〉 : 松雪泰子
窓口課の新人行員。堤の妹。親代わりになっている兄には頭が上がらないが、兄が銀行内で評判が悪いことから妹であることを秘密にしている。
- 西脇玲子 : 小松千春
- 矢代典子 : 小牧ユカ
- 胡桃沢富男 : KAN
- 曽根忠 : 車だん吉
- 目方俊作 : 斉藤清六
- 田宮久志 : 有福正志
- 児玉治郎 : 渡辺圭太
- 糸井圭子 : 夏海京子
- 石黒さくら : 阿知波悟美
- 高木巌 : 平泉成
- 堤亮輔〈38〉 : 三浦洋一
広尾支店取引先課長。離婚歴がある。いわゆる猛烈銀行マンだが、冷静さも併せ持ち、客からの信頼は厚い。しかし部下にとっては鬼である。

（出典：）

## 主題歌
- KAN『イン・ザ・ネイム・オブ・ラヴ』

## スタッフ
- 脚本 : 桃井章、武上純希、酒井あきよし
- 演出 : 松本健、森田光則
- 企画 : 飯島敏宏
- プロデューサー : 森田光則 ／ 浜井誠（TBS）
- 協力 : 緑山スタジオ・シティ
- 音楽協力 : 日音サウンズ・ライブラリー（現：エヌ・エス・エル）
- 製作 : 木下プロダクション、TBS
- 技術：株式会社 東通

## サブタイトル
| 話数 | 放送日       | サブタイトル           | 脚本         | 演出     |
| ---- | ------------ | ---------------------- | ------------ | -------- |
| 1    | 1991年4月9日 | くたばれ!カメレオン    | 桃井章       | 松本健   |
| 2    | 4月16日      | 私の恋を邪魔する一円玉 | 桃井章       | 松本健   |
| 3    | 4月23日      | ゴーストと女カメレオン | 武上純希     | 森田光則 |
| 4    | 4月30日      | 夢見る頃を過ぎても     | 桃井章       | 森田光則 |
| 5    | 5月7日       | 寿退社の傾向と対策     | 武上純希     | 松本健   |
| 6    | 5月14日      | そっと愛して           | 桃井章       | 松本健   |
| 7    | 5月21日      | やさしい嘘             | 酒井あきよし | 森田光則 |
| 8    | 5月28日      | 銀行員は二度死ぬ       | 武上純希     | 森田光則 |
| 9    | 6月4日       | 泥だらけの栄光         | 武上純希     | 松本健   |
| 10   | 6月11日      | 禁じられた恋の行方     | 酒井あきよし | 森田光則 |
| 11   | 6月25日      | 愛と青春の出発         | 桃井章       | 松本健   |

- 1991年6月18日は、プロ野球中継・阪神対巨人戦（甲子園）のため放送休止[4]。
- 本放送当時、新聞のラテ欄には第1話から第5話までサブタイトルの表記がなされず、のちに各局での再放送時に掲載された模様[5]。